# RMS Carpathia

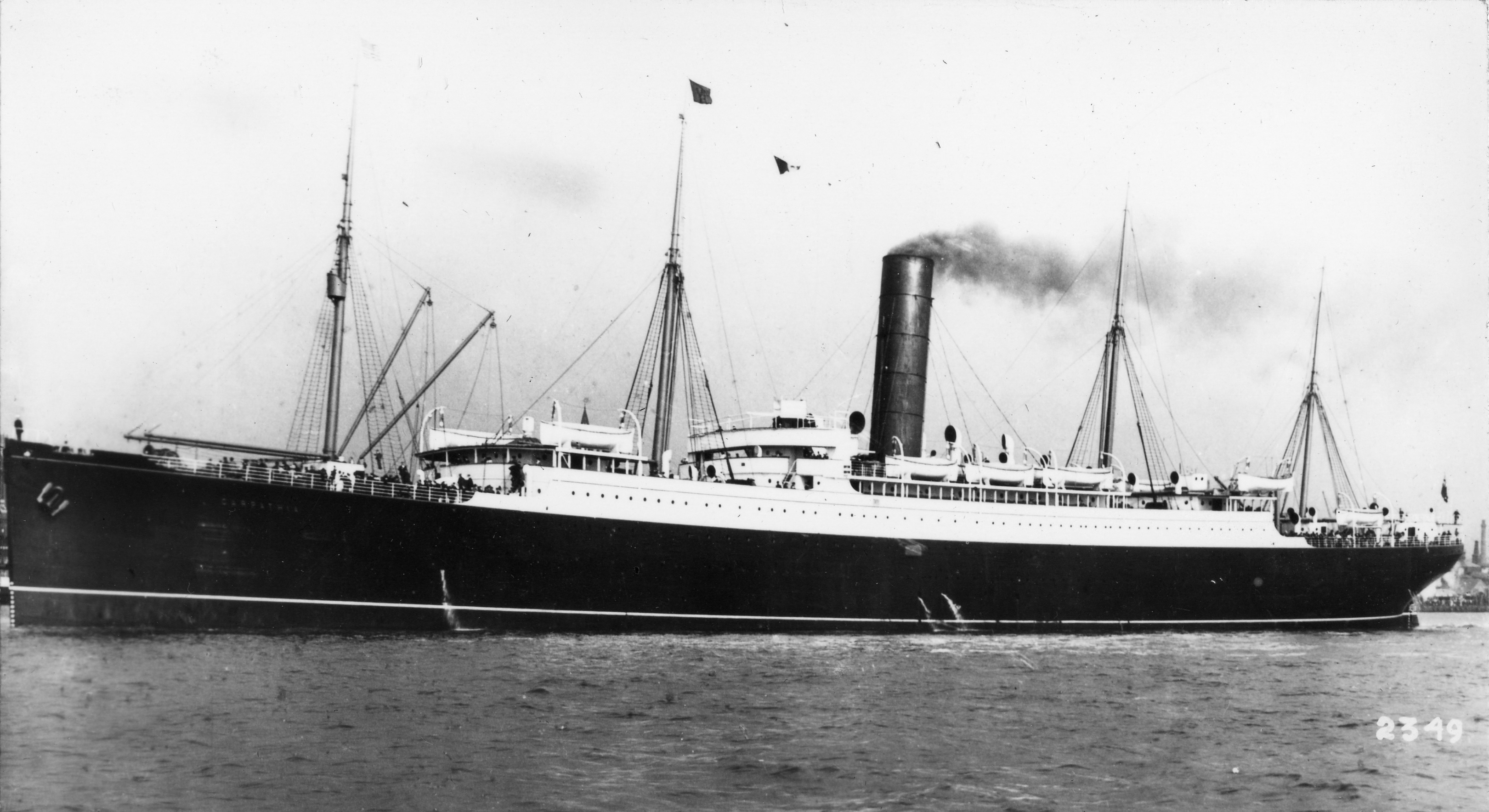
RMS Carpathia

RMS Carpathia là chiếc tàu từng tham gia công tác cứu hộ tàu RMS Titanic. Năm 1918, nó bị đánh chìm bởi ngư lôi từ tàu ngầm Đức U-boot SM U-55.
Tàu được đóng bởi công ty Swan Hunter tại Newcastle trên sông Tyne.

## Chìm
Vụ chìm Carpathia được ghi thành các mốc thời gian:
- Ngày 15 tháng 7 năm 1918, Carpathia rời Liverpool để đến Boston.
- Ngày 17 tháng 7 năm 1918, lúc 9:15 con tàu bị 3 quả ngư lôi tấn công từ tàu ngầm SM U-55 ở biển Celtic. một trong số 3 quả trúng phòng máy, làm chết 5 người. 11:00, con tàu chìm.[2]

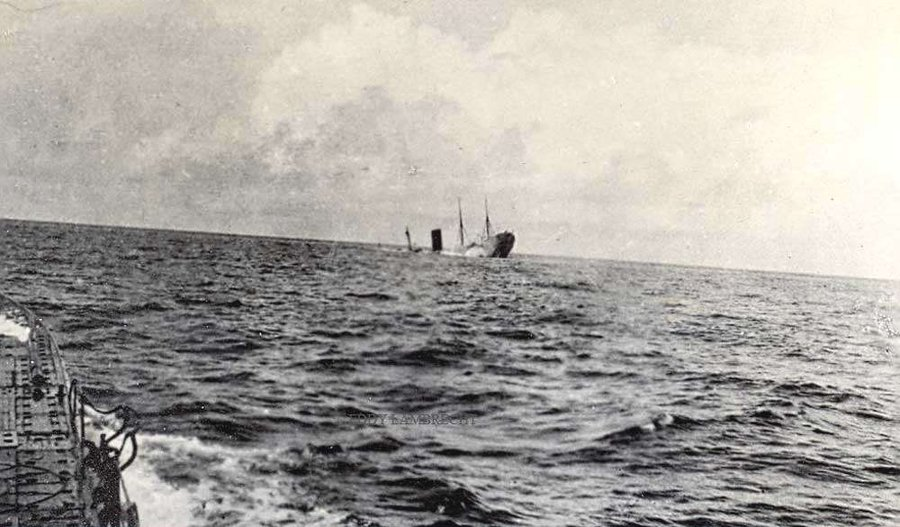